# Hammam Bou Hadjar
Hammam Bou Hadjar (in caratteri arabi: حمام بو حجر) è una città dell'Algeria, capoluogo dell'omonimo distretto, nella provincia di ʿAyn Temūshent.